# Земно ядро
|               |
| Външно ядро   |
| Вътрешно ядро |

Земното ядро е централната геосфера на Земята. Радиусът му е 3470 km и е на дълбочина под 2900 km. В сравнение със земната мантия, ядрото се отличава с висока плътност и електропроводимост, както и с понижена скорост на надлъжните и поглъщане на напречните сеизмични вълни. Разграничават се външно ядро – от 2900 до 4980 km, преходна зона – от около 4980 km до 5120 km и вътрешно ядро на дълбочина под 5120 km. Предполага се, че външното земно ядро е течно с температура около 3360 °C, като общия състав е предимно от съединения на желязото или подобен на състава на земната мантия, но в състояние на метална фаза. Земното ядро представлява 33,5% от масата на планетата Земя.